# Allium alabasicum
Allium alabasicum — вид трав'янистих рослин родини амарилісові (Amaryllidaceae), ендемік Внутрішньої Монголії, Китай.

## Опис
Цибулини скупчені, циліндричні; оболонка коричнева, волокниста. Листки помітно довші, ніж стеблина, ≈ 0.3 мм завширшки, півциліндричні або циліндричні. Стеблина 3–5 см, ± циліндрична, зазвичай двокутна, вкрита листовими піхвами лише в основі. Зонтик зазвичай 4- або 5-квітковий. Оцвітина пурпурно-червона; сегменти яйцювато-довгасті, 3–3.5 × ≈ 2 мм, верхівки тупі; внутрішні трохи довші, ніж зовнішні.

## Поширення
Ендемік Внутрішньої Монголії, Китай.
Зростає на сухих схилах.